# Övre Fiskonsjön
Övre Fiskonsjön är en sjö i Vilhelmina kommun i Lappland och ingår i Ångermanälvens huvudavrinningsområde. Sjön har en area på 0,851 kvadratkilometer och ligger 859,1 meter över havet. Sjön avvattnas av vattendraget Fiskonbäcken.

## Delavrinningsområde
Övre Fiskonsjön ingår i det delavrinningsområde (720703-145850) som SMHI kallar för Utloppet av Övre Fiskonsjön. Medelhöjden är 967 meter över havet och ytan är 12,28 kvadratkilometer. Räknas de 6 avrinningsområdena uppströms in blir den ackumulerade arean 40,08 kvadratkilometer. Fiskonbäcken som avvattnar avrinningsområdet har biflödesordning 2, vilket innebär att vattnet flödar genom totalt 2 vattendrag innan det når havet efter 378 kilometer. Avrinningsområdet består mestadels av kalfjäll (93 procent). Avrinningsområdet har 0,85 kvadratkilometer vattenytor vilket ger det en sjöprocent på 6,9 procent.